# Alignak
Alignak is in de Inuitmythologie de maangod, evenals de god van het weer, water, eb en vloed, zonsverduisteringen, kometen en aardbevingen.